# Punta del Fréjus
La punta del Fréjus (o monte Fréjus, specie in passato o ancora, pointe du Fréjus in francese) è una montagna che si eleva a 2.936 metri s.l.m. nelle Alpi Cozie (confine occidentale del Piemonte), sullo spartiacque fra la Maurienne (Modane) a nord-ovest e l'alta valle di Susa (Bardonecchia) a sud-est.

## Geografia
Dalle pendici del monte nasce uno dei torrenti che attraversa Bardonecchia e che concorre a formare subito fuori del paese la Dora di Bardonecchia.
Nel sottosuolo corrono paralleli due trafori, aperti a distanza di oltre un secolo l'uno dall'altro: il traforo ferroviario del Frejus, aperto nel 1871 e quello stradale, aperto al traffico nel 1980.
Sul versante francese del monte, nei pressi del Col d'Arrondaz, è stata aperta alla fine degli '80 una stazione sciistica, raggiungibile da Modane, denominata station de Valfrejus.

## Accesso alla vetta

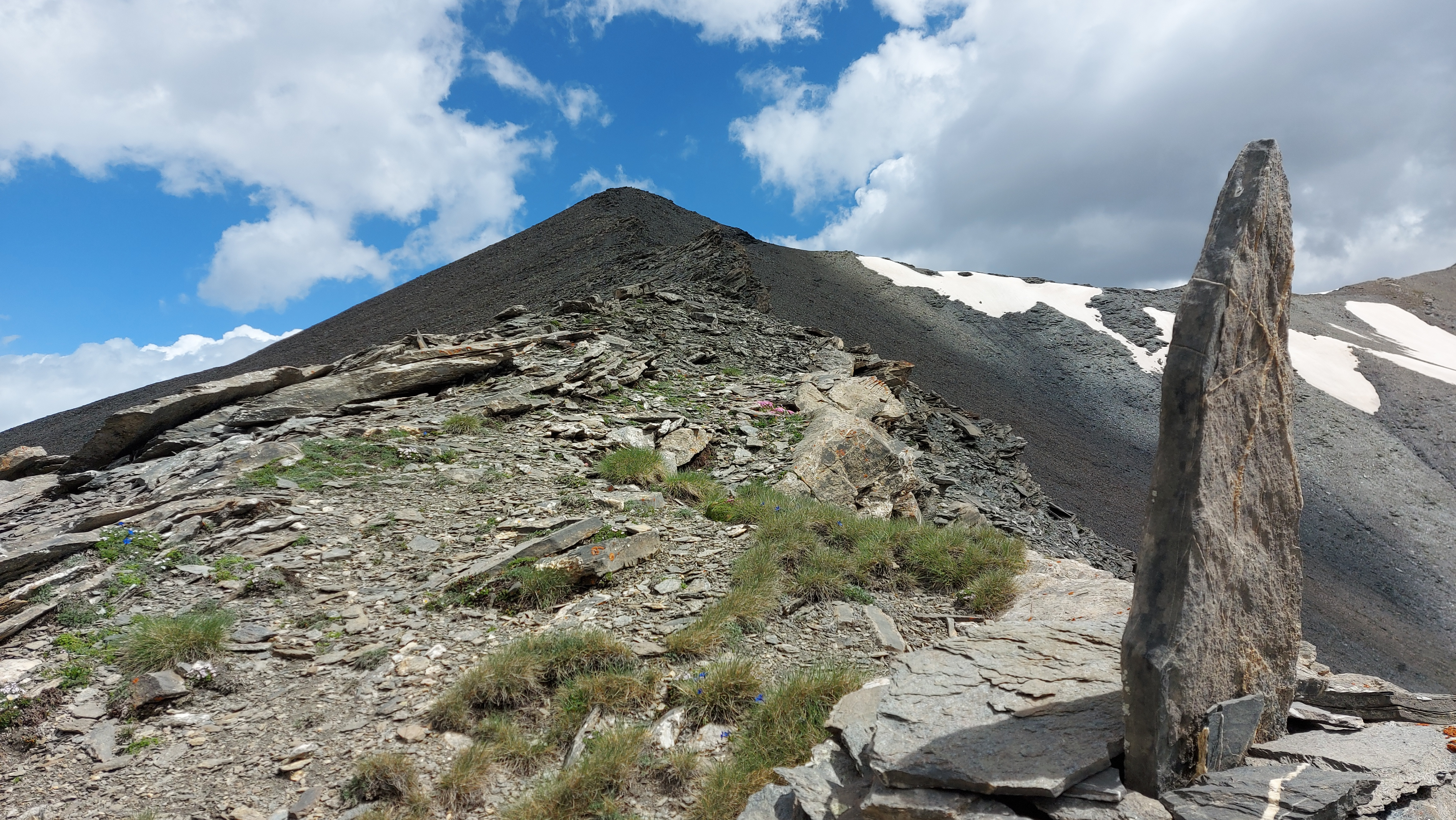
La vetta come appare salendo la cresta dal colle del Fréjus.

A sud della montagna, a circa 400 metri di quota sotto la vetta, si apre il Colle del Fréjus (2.541 m), che la separa dalla vicina Punta Nera. Il passo mette in comunicazione la Maurienne (Modane) e l'alta valle di Susa ed è raggiungibile dal lato francese tramite una carrozzabile sterrata; dal versante italiano sale invece una evidente e ben segnalata mulattiera che si origina a circa 1.750 metri s.l.m. ove esistono sfiati e prese d'aria del tratto italiano del Traforo stradale del Frejus (i cosiddetti "Camini del Frejus"). Dal già citato colle del Frejus la cima può essere raggiunta percorrendo l'elementare cresta sud-occidentale tenendosi sul lato francese, di natura dapprima erbosa fino alla quota 2.787 metri, dove diventa detritica sino alla vetta, su cui è collocato un semplice ometto di pietre.